# Lights (cantante)
Lights Poxleitner (nacida Valerie Anne Poxleitner; 11 de abril de 1987) es una cantautora canadiense, ganadora de un premio Juno. Es conocida por sus composiciones y presentaciones de música synthpop, en canciones como "Drive My Soul", "Ice", "Saviour", "Second Go" y "February Air".

## Vida y carrera

### Sus primeros años
LIGHTS nació en Timmins, Ontario. Fue criada por padres misioneros, Virginia Poxleitner de nacionalidad galesa, y Eric Poxleitner de ascendencia alemana. Pasó gran parte de su infancia en varias partes del mundo, que van desde Argentina a Jamaica. Actualmente vive en Toronto.
Cuando se preguntó a sí misma en una auto-entrevista sobre cuándo escribió su primera canción, dijo: "tenía 11 años, y aprendí tres acordes en la guitarra. Fue la primera vez que realmente aprendí a tocar la guitarra y quería escribir una canción con ellos, entonces fui con mi madre y le dije que escogiera un número entre 1 y 150 y ella dijo 5 o algo así, no puedo recordar bien el número, pero fui y abrí la Biblia y había 150 salmos escritos, por lo que fui al número que mi madre escogió y escribí una canción con ese salmo y así empezó la cosa más grande de mi vida."
En su canal de YouTube, Lights dijo "Desde que era una niña, me moví mucho por el mundo. Para encontrar alguna forma de consistencia, tuve que encontrar un lugar que siempre fuera el mismo. Inventar música se convirtió en ese mundo para mí y escapé a una posibilidad que tengo. Todo empezó conmigo y la guitarra. Luego, pasé a la batería, el piano y luego al teclado. Cuando empecé a darme cuenta de las ilimitadas posibilidades que los instrumentos sintéticos me presentaban, invertí en un pequeño mezclador de 8 pistas. Tenía 13 años. Empecé el proceso de transmitir lo que tenía en mi cabeza hacia algo sólido."

### Carrera musical
Lights es una escritora para Sony/ATV Music Publishing. Empezando cerca de 2008, Lights hizo giras por ciudades en la región de los Grandes Lagos, en Canadá y en los Estados Unidos. Más tarde en el año 2008, hizo giras por Estados Unidos.
En agosto de 2008 Lights entró en un contrato con Underground Operations, así como la firma de una alianza con Doghouse Records. Por la misma época, su canción "Drive My Soul" alcanzó el puesto 18 en el Canadian Hot 100. Su siguiente sencillo, "February Air", fue lanzado el 9 de diciembre de 2008 y alcanzó el número 3 en la lista de MuchMusic. El sencillo "Saviour" se estrenó en la radio canadiense el 6 de julio de 2009, que fue incluido en su primer álbum, publicado el 22 de septiembre en Canadá y el 6 de octubre en los Estados Unidos. La portada del álbum también fue publicada, y de acuerdo con Lights, toda la obra de arte fue inspirada por Watchmen, 28 días después y Sailor Moon.
Su banda está compuesta por Adam Weaver en los sintetizadores y Maurice Kaufmann (antiguamente afiliadas con Boy and the 6ixty8ights) en la batería. Lights ha sido gestionado por Canadian musician y CBC Radio personality Jian Ghomeshi desde 2002.
En 2009, Lights lanzó su tercer sencillo, llamado "Ice", con un vídeo hecho por ella misma lanzado a través de su MySpace, también lanzó su segundo videoclip oficial para 'Ice' en Canadá el 10 de noviembre de 2009, y en Estados Unidos el 11. En 10 de agosto de 2009, lanzó su video oficial para su canción "Saviour". En una entrevista para el sitio web musical Hall-Musique, Lights anunció que estaba esperando el lanzamiento de su álbum debut en Europa a principios del 2010.
En enero de 2021, Lights junto al DJ y productor estadounidense Illenium y al DJ y productor canadiense Dabin lanzaron el sencillo de Future Bass "Hearts On Fire", que posteriormente sería introducido al álbum Fallen Embers de Illenium. Tiempo después, en julio de 2021, Lights junto al DJ y productor canadiense Deadmau5 lanzaron el sencillo de EDM  "When The Summer Dies" 

#### En gira
Estuvo de gira en Canadá, en los Estados Unidos y en Reino Unido. Su primera banda en gira incluía a ella, Copeland, Lydia y Lovedrug. Ha aparecido en la televisión nacional en Canadá, incluyendo MuchMusic en diciembre de 2008 y MTV Live en marzo de 2009. Lights se destacó también en el Warped Tour de 2009, y estuvo en la fiesta de Facebook en el SXSW en Austin, Texas, el 15 de marzo de 2009.
En septiembre del 2009, Lights estuvo de gira con la banda británica Keane en su gira por Canadá y el noroeste del Pacífico de EE. UU. Más tarde en el 2009, Lights estuvo de gira por todo Estados Unidos y Canadá con Stars of Track and Field.
Estuvo de gira entre enero y marzo del 2010, y otra vez entre abril y mayo, Lights estuvo de gira con el grupo synthpop Owl City en Estados Unidos y Europa. Estuvo en el cartel del Lilith Fair del verano del 2010.
En marzo del 2010, Adam Young (Owl City) hizo un remix de la canción Saviour de LIGHTS, para su EP "Saviour".
El sencillo "Saviour" salió a la venta en el Reino Unido a principios de mayo.

#### Premios y candidaturas
LIGHTS ha obtenido 8 candidaturas de las cuales ganó 5 y una sigue pendiente. En la semana de marzo del 2009 en los Premios de la Músisca de la Radio de Canadá, Lights ganó dos premios al mejor artista nuevo del año en las categorías Hot y Mainstream AC. Además en los Indie Awards 2009 ganó dos premios al artista favorito y al sencillo favorito por Drive My Soul.
También ganó un premio Juno al mejor artista novel del año en el 2009.
En marzo del 2010 fue candidata otra vez a los premios Indie en tres categorías (video del año, artista pop del año, álbum pop del año) de las cuales 2 no ganó y uno sigue pendiente.
Premios de la Música de la Radio de Canadá
| Año  | Trabajo nominado | Categoría                                            | Resultado |
| ---- | ---------------- | ---------------------------------------------------- | --------- |
| 2009 | Drive My Soul    | Best New Group/Solo Artist Hot AC of the Year        | Ganador   |
| 2009 | Drive My Soul    | Best New Group/Solo Artist Mainstream AC of the Year | Ganador   |

Premios Indie
| Año  | Trabajo nominado | Categoría                           | Resultado |
| ---- | ---------------- | ----------------------------------- | --------- |
| 2009 | Drive My Soul    | Astral Media Radio Favourite Single | Ganador   |
| 2009 | LIGHTS           | Solista Favorito                    | Ganador   |

| Año  | Trabajo nominado | Categoría           | Resultado |
| ---- | ---------------- | ------------------- | --------- |
| 2010 | Drive My Soul    | Video of the Year   | Nominado  |
| 2010 | LIGHTS           | Artista Pop del Año | Nominado  |

Premios Juno
| Año  | Trabajo nominado | Categoría             | Resultado |
| ---- | ---------------- | --------------------- | --------- |
| 2009 | LIGHTS           | Artista Novel del Año | Ganador   |

| Año  | Trabajo nominado | Categoría         | Resultado |
| ---- | ---------------- | ----------------- | --------- |
| 2010 | The Listening    | Álbum Pop del Año | Nominado  |

### Otras apariciones y colaboraciones
LIGHTS aparece como cantante en tres temas incluidos en EP, All The Time in the World: "Meant for Each Other," "Home Is Where the Heartache Is", y "I Was Always Thinking of You". También aparece en la canción de The Tremulance: "You Got The Girl". Aparece en el segundo álbum de Ten Second Epic, Hometown, y también en la banda sonora de la película canadiense del 2008 One Week, protagonizada por Joshua Jackson. LIGHTS participaría también en la canción "Ho-Ho-Hopefully" del EP de The Maine, ...And a Happy New Year pero fue remplazada por la banda Eisley. También participó como vocalista invitada en el álbum A Shipwreck in the Sand (2009) de la banda post-hardcore Silverstein de Burlington (Ontario) y en las canciones "Don't go" y "Crucify Me" del grupo de metalcore Bring me the horizon. LIGHTS estuvo de gira con Owl City y Deas Vail a principios del 2010. De igual manera contribuyó en una canción titulada "Open Water" para el álbum Hollow Bodies de la banda blessthefall.

### Influencias musicales y contemporáneas
En una entrevista en septiembre del 2007, LIGHTS indicó que su influencia principal era Björk, que ella ha dicho que le gustaría trabajar con ellos algún día. Ella también habló con entusiasmo del compositor Phil Collins y la música de ABBA, y en particular la producción europea de fantasías, música basada en la talla de The Knife.
En su canal de Youtube LIGHTS hace una descripción de su música clasificándola como "Música electro-intergaláctica". Dice: "Trato de encontrar los sonidos que parecen como si podría haber sido arrancado de los anillos de Saturno o un golpe de meteoritos. Partes iguales de fantasía/épica/hermosa/emocional".
El sencillo de LIGHTS "February Air" vendió 12.000 copias a principios del 2008. Después apareció en un anuncio de la cadena de tiendas de ropa Old Navy.
LIGHTS fue una de las compositoras de canciones para la serie de televisión Instant Star. Ella y Luke McMaster están acreditados con componer "Perfect", cantada en el papel de Jude Harrison en el show de Alexz Johnson.
Su voz y su música, ha tenido una acogida muy favorable en la prensa de Toronto.

### Versiones
Si bien no hay versión que haya realizado oficialmente, ha sido conocida por la versión "Don't Matter" de Akon, "In The Air Tonight" de Phil Collins y "I Want It That Way" de The Backstreet Boys. También hizo una versión de "I can't See The Light" compuesta por la banda británica de metalcore Architects en su video-blog. En septiembre del 2009, hizo una versión de la canción "Lost" de la banda Coldplay en YouTube.

### Caridad
Lights apoya la caridad de Toronto "Skate4Cancer", y grabó una canción llamada "Year of the Cure" para su uso. Lights también apoyó the World Vision 30 Hour Famine.

### Vida privada
Lights comenzó una relación con el cantante de Blessthefall Beau Bokan en el año 2011, más tarde en ese mismo año ambos anunciaron su compromiso a los medios. El 12 de mayo de 2012, contrajeron matrimonio oficialmente. El pasado 15 de febrero de 2014 la pareja anuncio el nacimiento de su hija, Rocket Wild Bokan.
En una entrevista para la revista People en 2017, Lights salió del armario como bisexual.

## Filmografía
| Televisión | Televisión                              | Televisión     | Televisión               |
| Año        | Película                                | Personaje      | Notas                    |
| ---------- | --------------------------------------- | -------------- | ------------------------ |
| 2009–2010  | Audio Quest: A Captain Lights Adventure | Captain Lights | (Short film series, MTV) |
| 2010       | The City                                | Ella misma     | MTV                      |

## Discografía

### Álbumes de estudio
| Año  | Detalles del Álbum | Mejores posiciones en las listas | Mejores posiciones en las listas | Mejores posiciones en las listas |
| Año  | Detalles del Álbum | CAN                              | US                               | US Heat                          |
| ---- | --- | -------------------------------- | -------------------------------- | -------------------------------- |
| 2009 | The Listening - Fecha de lanzamiento: 22 de septiembre del 2009 - Discográfica: Lights Music - Formatos: CD, descarga digital | 7                                | 129                              | 4                                |
| 2012 | Siberia - Fecha de lanzamiento: 4 de octubre del 2011 (en Australia fue lanzado el 28 de octubre del 2011) - Discográficas: Lights Music y Universal Music (en Canadá y el resto del mundo, a excepción de Estados Unidos, donde se lanzó con Lights Music junto a Last Gang) |                                  |                                  |                                  |

### EP
- 2008: Lights
- 2010: Lights.Acoustic

## Sencillos
| 2008                                   | "Drive My Soul" | 18 | Lights        |
| 2008                                   | "February Air"  | 90 | Lights        |
| 2009                                   | "Saviour"       | 38 | The Listening |
| 2009                                   | "The Listening" | –  | The Listening |
| 2009                                   | "Ice"           | 65 | The Listening |
| 2010                                   | "Second Go"     | 54 | The Listening |
| 2010                                   | "My Boots"      | 56 | TBA           |
| "—" denota que no entró en las listas. |                 |    |               |